# Joy de V.
Pour plus de détails, voir Fiche technique et Distribution.
Joy de V. est un film noir américain réalisé par Nadia Szold (en) et sorti en 2013.

## Synopsis
Roman, un jeune escroc, se fait passer pour un handicapé mental afin de recevoir une allocation, seule source de revenus. Sa femme Joy, enceinte de sept mois, disparaît un matin sans laisser de traces. Comme si cela ne suffisait pas, il reçoit une lettre l'informant que désormais, compte tenu de son état de santé optimal, il ne percevra plus d'allocation d'invalidité. Pour démontrer sa folie, il décide de commettre des actes inadmissibles en public. Avant de se mettre en scène, l'absence de sa femme se fait sentir et l'homme oublie son projet fou.

## Fiche technique
- Titre original : Joy de V.[1],[2]
- Réalisation : Nadia Szold (en)
- Scénario : Nadia Szold (en)
- Photographie : Tristan Allen
- Montage : Kristen Swanbeck
- Musique : Noah Plotkin, John Prince
- Production : Nadia Szold (en)
- Sociétés de production : Cinema Imperfecta
- Pays de production :  États-Unis
- Langues originales : anglais américain
- Format : Couleurs
- Durée : 84 minutes
- Genre : thriller
- Dates de sortie : 
  - États-Unis : 20 janvier 2013 (Festival du film Slamdance (en))

## Distribution
- Joséphine de La Baume : Joy
- Claudia Cardinale : Mme Morosini
- Evan Louison : Romain
- Rocco Sisto : Antoine
- Lady Rizo : fausse Joy
- Iva Gocheva : Marina